# Корнерсвил (Тенеси)
Корнерсвил (енгл. Cornersville) град је у америчкој савезној држави Тенеси.

## Демографија
По попису из 2010. године број становника је 1.194, што је 232 (24,1%) становника више него 2000. године.
| Група             | 2000.       | 2010.         |
| Белци             | 920 (95,6%) | 1.127 (94,4%) |
| Афроамериканци    | 35 (3,6%)   | 27 (2,3%)     |
| Азијати           | 1 (0,1%)    | 3 (0,3%)      |
| Хиспаноамериканци | 2 (0,2%)    | 21 (1,8%)     |
| Укупно            | 962         | 1.194         |